# (473684) 2015 XU379
(473684) 2015 XU379 es un asteroide que forma parte de los asteroides troyanos de Júpiter, descubierto el 4 de abril de 2008 por el equipo del Spacewatch desde el Observatorio Nacional de Kitt Peak, Arizona, Estados Unidos.

## Designación y nombre
Designado provisionalmente como 2015 XU379.

## Características orbitales
2015 XU379 está situado a una distancia media del Sol de 5,247 ua, pudiendo alejarse hasta 5,470 ua y acercarse hasta 5,023 ua. Su excentricidad es 0,042 y la inclinación orbital 9,470 grados. Emplea 4390 días en completar una órbita alrededor del Sol.

## Características físicas
La magnitud absoluta de 2015 XU379 es 13,9.